# Głasnost

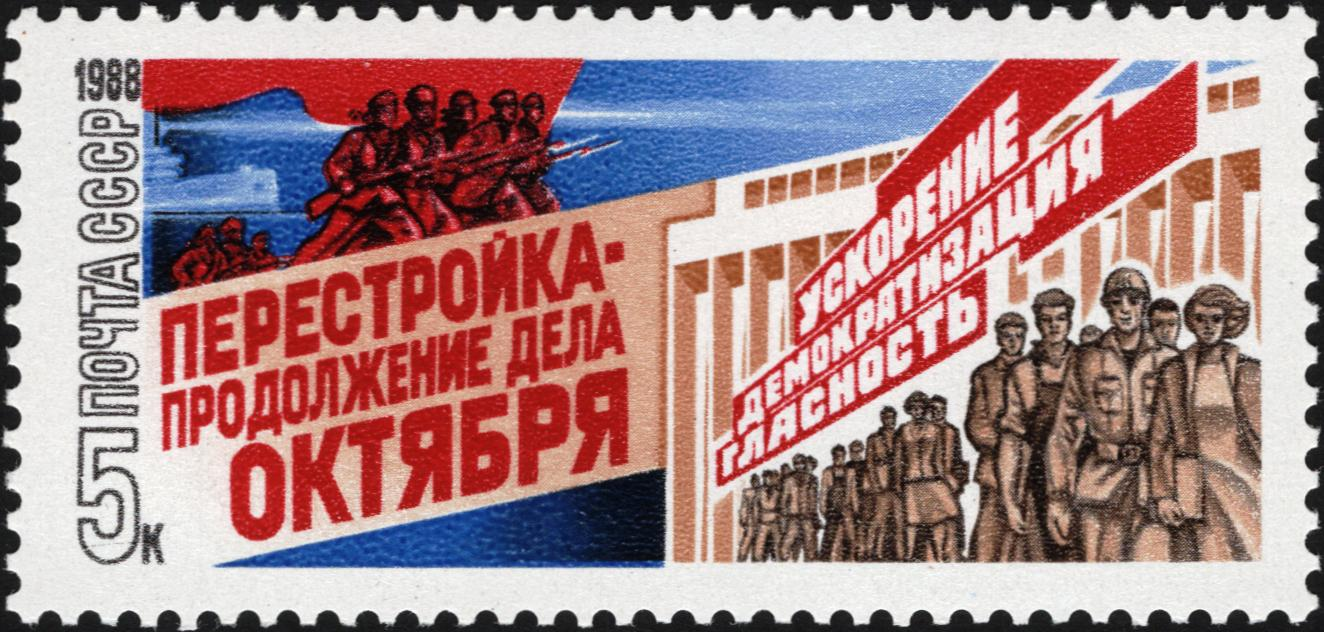
Hasło „głasnost” na radzieckim znaczku

Głasnost (ros. гласность, „jawność”) – element reform Michaiła Gorbaczowa przeprowadzony w ramach pieriestrojki. Głasnost (sformułowana w 1987) zmierzała do uzyskania jawności życia publicznego i otwarcia informacyjnego na świat. W wyniku głasnosti przeprowadzono m.in. zniesienie cenzury oraz wycofano z konstytucji zapis o kierowniczej roli Komunistycznej Partii Związku Radzieckiego. Głasnost zapoczątkowała proces formowania się w Związku Radzieckim narodowościowych społeczeństw obywatelskich, które przyczyniły się do rozpadu Związku Radzieckiego i załamania systemu komunistycznego na świecie.
Uznaje się, że polityka głasnosti początkowo miała być tylko nową „odwilżą” kulturalną, jednakże szybko okazało się, iż ograniczona swoboda nie wystarcza do zmobilizowania intelektualnego poparcia dla reform. Dlatego też kolejnym, istotnym etapem zmian było przemówienie Michaiła Gorbaczowa wygłoszone w listopadzie 1987 r. z okazji siedemdziesiątej rocznicy rewolucji październikowej, w którym wezwał on do zapełnienia, tzw. białych plam w historii ZSRR dotyczących okresu stalinowskiego. Tematyka ta zaczęła stopniowo wypełniać łamy i czas antenowy radzieckich środków przekazu; rehabilitowano ofiary stalinowskich represji, a także poglądy i kierunki myślenia określane do tej pory w oficjalnej propagandzie jako „kontrrewolucyjne” czy „oportunistyczne”. Ogólnonarodowa dyskusja o następstwach stalinowskiego kultu jednostki zaczęła przekształcać się w publiczną debatę dotyczącą teraźniejszych i przyszłych losów państw a radzieckiego. Stopniowe rozszerzanie zakresu wolności słowa doprowadziło do zlikwidowania na przełomie 1989 i 1990 r. ograniczeń cenzury i przywrócenia wolności słowa, co spowodowało ostateczne zniszczenie legitymizacji ideologicznej systemu. Media pozbawione nadzoru ze strony cenzury zaczęły przedstawiać rzeczywisty obraz państwa, a winą za negatywne aspekty życia społecznego coraz powszechniej zaczęto obarczać rządzące elity partyjne. Niezadowolenie ze stanu państwa stało się coraz powszechniejsze z uwagi na pogarszającą się sytuację życiową obywateli i kryzys gospodarczy, a władze, które zdecydowały się na politykę „przebudowy” i „jawności”, nie były już w stanie odwoływać się do środków przymusu i przemocy, co zadecydowało o tym, że w prowadzona odgórnie reforma zaczęła się przekształcać w samoistne zjawisko.
Wbrew intencjom władz polityka glasnosti i ujawnienie prawdy o przeszłości kraju, które w dużej mierze przyczyniły się do ostatecznego demontażu państwa radzieckiego, nie przyniosły mobilizacji społeczeństwa i powszechnego poparcia ludności dla osoby sekretarza generalnego i jego idei pieriestrojki. Rzeczywistym skutkiem glasnosti stała się natomiast delegitymizacja władzy komunistycznej, a w konsekwencji żądanie radykalnego i jednoznacznego zerwania z całą tradycją komunizmu. Głasnost miała być kampanią propagandową, w ramach której znajdowała się m.in. krytyka stalinowskiego modelu socjalistycznego państwa. Pierwotnie proklamowanymi celami glasnosti były „poprawa niedociągnięć” i „ulepszenie socjalizmu”. Wkrótce jednak krytyka reżimu wykroczyła poza te ramy i zaczęła bezpośrednio łączyć się z poglądami artykułowanymi przez dysydentów liberalno-zachodniego kierunku.